# Eumen II.
Eumen II. (starogrško Εὐμένης Β΄) z vzdevkom Soter (Rešitelj) je bil v letih 197 pr. n. št. do 159 pr. n. št. kralj Pergamona. Bil je sin kralja Atala I. Soterja in kraljice Apolonis iz pregamonske Atalidske rodbine, * pred 220 pr. n. št., † 159 pr. n. št.

## Življenje
Eumen je bil najstarejši od štirih sinov  Atala in Apolonis, rojen verjetno pred letom 220 pr. n. št. Po prevzemu oblasti je nadaljeval očetovo politiko sodelovanja z Rimljani in nasprotovanja najprej Makedoncem in nato Selevkidom med njihovo širitvijo proti Egejskemu morju. Leta 190 pr. n. št. je skupaj z Rimljani v bitki pri Magneziji porazil Antioha III. Velikega.
Ko je spoznal, da bi poroka s hčerko Antioha III. povzročila vojno z Rimljani, je poroko odklonil. Namesto z njo se je poročil s Stratoniko Pergamonsko, hčerko kapadoškega kralja Ariarata IV. in njegove žene Antiohis. Njun sin je dobil ime Atal III.

### Širjenje kraljestva
Eumen je pomagal Rimljanom kadar koli je lahko, najprej v rimsko-selevkidski vojni (192 pr. n. št.–188 pr. n. št.). Na rimski strani se je v bitki pri Magneziji proti Antiohu III. uspešno  boril Eumenov brat Atal II. Rimljanom je pomagal tudi v vojni proti špartanskemu tiranu Nabisu (195 pr. n. št.) in nazadnje v tretji makedonski vojni, v kateri so Rimljani v bitki pri Pidni porazili makedonsko in tračansko vojsko Perzeja Makedonskega.  Sam se je vojskoval proti bitinskemu kralju Prusiju I. Vojno je sprva izgubil in zatem z rimsko pomočjo zmagal.
Po sklenitvi Apamejskega miru leta 188 pr. n. št. je od svojih rimskih zaveznikov dobil  Frigijo, Lidijo, Pizidijo, Pamfilijo in dele Likije. Rimljani so z delitvijo Male Azije med svoja zaveznika Rodosom in Pergamonom dosegli, da nobeden od njiju ni imel premoči v regiji. Rimljani so dosegli tudi to, da so se lahko vmešavali v dogajanja v regiji.

### Padec v rimsko nemilost
Eumen je zaradi sumničenj, da kuje zaroto s Perzejem Makedonskih, padel v rimsko nemilost. Da bi odvrnil sume, je po Perzejevem porazu v Rim poslal svojega brata Atala II., da bi Rimljanom čestital za zmago.  Atal je bil v Rimu vljudno sprejet, leta 167 pr. n. št. pa so ga Rimljeni neuspešno poskusili posaditi na pergamonski prestol. Vnemirjeni Eumen je nameraval osebno obiskati Rim, da bi zagovarjal svoja dejanja, vendar so mu po prihodu v Brundusium (sedanji Brindisi) ukazali, da takoj zapusti Italijo. Sorodstvene vezi so tokrat prevladale in Eumen je ostal pergamonski vladar. Proti Rimljanom se je boril  tudi s Farnakom I. Pontskim, ki je poskušal pridobiti pomoč  Selevkidov pod Selevkom IV. Filopatorjem. Zaradi sklenitve Apamejskega miru je to zavezništvo zanikal.  Okoli leta 179 pr. n. št. je Farnak I. utrpel velike izgube in zaprosil za mir.
Ko je Eumenovo zdravje začelo pešati, je leta 160 pr. n. št. za sovladarja imenoval brata Atala II. Ob Eumenovi smrti je bil njegov in Stratonikin sin še mladoleten, zato se je Atal II. poročil z Eumenovo vdovo in zavladal kot pergamonski kralj.

## Zapuščina
Eumen II. je bil pronicljiv vladar in politik, ki je svojo državo dvignil v močno monarhijo. Med njegovim vladanjem je Pergamon postajal cvetoče mesto, kjer so bili vedno dobrodošli učeni možje. Med njimi je bil tudi  Krates Malski, ustanovitelj pergamonske šole kriticizma. Eumen je mesto okrasil s čudovitimi zgradbami. Med njimi je bil tudi velik oltar s frizom, ki predstavlja bitko gigantov. Njegov velik dosežek je bila razširitev knjižnice v Pergamonu, ene največjih knjižnic antičnega sveta in kraja, ki je bil tradicionalno povezan z nastankom pergamenta, čeprav je obstajal že stoletja. Zgradil je tudi stoo na atenski akropoli.